# スーパー陸上
スーパー陸上（スーパーりくじょう）は、毎年9月に日本で開かれていた国際陸上競技大会である。2010年に終了し、2011年からは毎年5月に「ゴールデングランプリ陸上」（IAAFワールドチャレンジ）が開催される。

## 歴史
1966年から国立霞ヶ丘競技場陸上競技場を舞台に開かれた日本初のナイター陸上競技会「日刊ナイター陸上」（正式には「日刊スポーツ・東京国際ナイター陸上競技会」） を前身とする。この大会は東京教育大学陸上競技部監督の関岡康雄、順天堂大学陸上部監督の帖佐寛章、東急陸上部監督の築地美孝、日刊スポーツ新聞社の安田矩明らが企画したもので、東京教育大と順天堂大の2校による競技会から派生したものである。
1988年大会（この年はソウルオリンピック終了後の10月8日に開かれた）から「国際スーパー陸上競技大会」として開催。1988年のみ「東芝スーパー陸上」、1989年からTOTOが冠協賛スポンサーとなって「TOTOスーパー陸上」として開催。その後1990年・1991年は国立が世界陸上選手権開催に向けての全面改修のため、静岡県草薙総合運動場陸上競技場で開いた（1991年の大会は唯一の5月開催となった）。また、1993年はJリーグヤマザキナビスコカップ開催の関係で博多の森陸上競技場で行われた。その後TOTOがスポンサーから退いた2000年から舞台を横浜国際総合競技場（日産スタジアム）に移して毎年開いていた（なお、テレビ中継はそれまでテレビ朝日系列で行っていたが、TOTOの協賛撤退をきっかけにTBS系列に中継局が移った）。2002年にはポケットバンク、2004年にはセイコーが冠スポンサーとなった。
2008年は、日産スタジアムがB'zのコンサートの関係などで同年の日本選手権の会場であった川崎市等々力陸上競技場にて開催され、以後の大会は等々力で開催されるようになった。2009年の大会はサッカーAFCチャンピオンズリーグ準々決勝の川崎フロンターレ対名古屋グランパスの試合と開催日が重なったが、スーパー陸上の開催が先に決まっていたのでサッカーは国立競技場で開催された。
毎年5月に開催されていたIAAFグランプリ大阪大会が2010年に終了し、スーパー陸上と統合されることが決まった。これに伴い、新大会として「ゴールデングランプリ陸上」が、大阪グランプリが開催されていた5月に開催することとなった。

## 概要
実施される種目数はオリンピックや世界選手権より少ない。20世紀までは、毎年世界各地の陸上競技のトップアスリートが多数集結し、事実上その年の陸上競技の国際大会シーズンを締めくくるにふさわしい大会として定着していた（例えば、1991年（静岡）と、1992年（国立）の大会ではセルゲイ・ブブカが当時の棒高跳び世界新記録を達成した。また1988年（国立）ではフローレンス・グリフィス＝ジョイナーとカール・ルイスのアメリカ合衆国の2大スター選手が来日した）。
しかしながら、末期にはアピアランスマネー（出場料）目的による外国人選手の出場が多いこと、開催時期も西暦奇数年は世界陸上、下1桁が4の倍数の年は夏季オリンピックのそれぞれ大会終了後の開催（例外あり）もあって、低調な記録で終始しており、「ただのお祭り大会に過ぎない」との意見もある。